# Призрен (вілаєт)
Призренський вілаєт — адміністративно-територіальна одиниця Османської імперії, що була утворена 1869 року з частини Монастирського вілаєту з площею 19 900 км². У 1877 році перетворено на Косовський вілаєт.

## Історія
У 1860-х роках посилилася боротьба албанців, сербів та болгар за здобуття незалежності від Османської імперії. З метою посилення влади над Балканами султанський уряд реформував Монастирський вілаєт, утворивши з нього Призренський вілаєт. Адміністративним центром стало місто Призрен. Першим валі (губернатором) став Ісмаїл Рахмі-паша.
З одного боку, він забезпечував захист кордонів від нападів Чорногорії та Сербії. Водночас контролював шлях від Салонік до Боснії. Також являв базу для підтримки Дунайського вілаєту на випадок війни з Російською імперією. Втім, постійні заворушення албанців і сербів призвели до того, що у 1877 році вілаєт було знову реформовано, внаслідок чого утворився Косовський вілаєт з адміністративним центром у Ускюпі.

## Структура
Складався з 4 санджаків: Призрен, Ускюп, Дебре і Ніш.

### Валі
- Ісмаїл Рахмі Паша Тепеделенлізаде (1869—1871)
- Татар Саффет Паша (1871)
- Сари-Галіп Паша (1871—1872)
- Абдуррахман Нуреддін Паша (1872—1873)
- Карканделенлі Арнаут Мехмед Акіф Паша (1873)
- Гусейн Гюсну Паша (1873—1874)
- невідомі (1874—1877)